# Varanus boehmei
Varanus boehmei är en ödleart som beskrevs av Hans J. Jacobs 2003. Den ingår i släktet Varanus och familjen Varanidae. Internationella naturvårdsunionen (IUCN) kategoriserar arten globalt som otillräckligt studerad. Inga underarter finns listade i Catalogue of Life.
Arten förekommer endemisk på östra delen av den indonesiska ön Pulau Waigeo väster om Nya Guinea. Kanske når den även öns västra delar. Habitatet utgörs av fuktiga skogar och mangrove i låglandet. Enligt lokalbefolkningen vistas ödlan nära havet.